# Theodor Zöckler
Theodor Zöckler (* 5. März 1867 in Greifswald; † 18. September 1949 in Stade) war evangelisch-lutherischer Pfarrer in Stanislau in Galizien. Er gründete dort die Zöcklerschen Anstalten und war Kirchenpräsident der Evangelischen Kirche A. und H. B. in Kleinpolen von 1924 bis 1939.

## Leben

### Herkunft und Studium
Theodor Zöckler war ein Sohn von Otto Zöckler, dem späteren Theologieprofessor und Vertreter einer konfessionell-lutherischen Theologie. Er studierte Evangelische Theologie in Greifswald, Erlangen und Leipzig, u. a. bei Franz Delitzsch, der ihn für die Judenmission begeisterte. An allen drei Studienorten wurde er Mitglied der christlichen Studentenverbindung Wingolf.

### Pfarrer und Aufbau der Anstalten in Stanislau
Im Jahr 1891 ging Zöckler nach Stanislau im österreichischen Galizien und wurde Pfarrer der evangelischen deutschsprachigen Kirchengemeinde der Evangelischen Superintendentur A. B. Galizien.
Er widmete sich zunächst der Judenmission.
1896 gründete er das Haus Bethlehem  als eine diakonische Wohneinrichtung für zunächst 12 Waisen. Er baute eine Fabrik für Landwirtschaftsmaschinen und 1898 eine deutsche Schule.
Im Jahr 1913 erfolgte der Aufbau einer Pflegeanstalt. Sie wurde als „Bethel des Ostens“ bekannt und mit ihr Zöcklers Ruf als „Bodelschwingh des Ostens“ begründet. Zöckler wurde so zur allgemein anerkannten Führungspersönlichkeit der Galiziendeutschen. Neben der karitativen Arbeit erwies er sich als ein Protagonist der Ökumene, der beste Kontakte zu anderen Konfessionen besaß.

### Flucht nach Linz und in die Schweiz
Während des Ersten Weltkrieges flüchtete Zöckler mit seiner Familie zunächst nach Linz und später weiter in die Schweiz.

### Wieder Tätigkeit in Stanisławów und Superintendent
1919 war schließlich die Rückkehr nach Stanisławów möglich, das nun zu Polen gehörte. Die deutschen Kirchengemeinden in Polen bildeten seit 1920 die Evangelische Kirche A. u. H. B. in Kleinpolen.
In der Aufbauzeit des Kirch- und Schulwesens gelang es ihm, dieses im Sinne der Inneren Mission zu tun. Dabei erfuhr er Unterstützung aus dem Deutschen Reich. 
1923 wurde Theodor Zöckler zum neuen Superintendenten und Kirchenpräsidenten der Evangelischen Kirche A. und H. B. in Kleinpolen gewählt. Seit 1925 unterstützte er die Gründung der Ukrainischen Evangelischen Kirche A. B. für die ukrainische Bevölkerung Galiziens, die – nachdem sie von den Sowjets zerschlagen worden war – 1996 als Ukrainische Lutherische Kirche wiedergegründet wurde.
Der Kriegsbeginn bedeutete das Ende der Zöcklerschen Anstalten.
Die polnische Polizei verhaftete Superintendent Zöckler; doch er kam bereits am 16. September 1939 wieder frei.

### Umsiedlung ins Wartheland
Weihnachten 1939 wurde er wie alle galizischen Deutschen in das „Wartheland“ umgesiedelt. 1943 kehrte er kurzzeitig nach Stanislau zurück. Im Januar 1945 erfolgte die überstürzte Flucht vor der heranziehenden sowjetischen Armee.

### Tätigkeit in Stade
Zöckler gelangte über Berlin und Dessau nach Stade.
Im Jahr 1946 gründete er mit Unterstützung von früheren Vertrauensleuten das Hilfskomitee der Galiziendeutschen A. u. H. B. im Diakonischen Werk der EKD e. V. Der Verein gewährte den über ganz Deutschland verstreuten galiziendeutschen Flüchtlingen Hilfe, sofern sie sich in Not befanden. „Zunächst waren die Aufgaben seelsorgerliche, materielle und kulturelle Betreuung der über ganz Deutschland verstreuten Flüchtlinge, z. B. Besuchsdienst, Familienzusammenführung, Hilfe bei Unterkunft, Beratung bei Auswanderungsabsicht usw.“
Im September 1949 starb er dort.

## Familie
Theodor Zöckler war mit Lilie Bredenkamp (1874–1968) verheiratet. Sie hatten sechs Kinder, darunter:
- Paul Zöckler
- Martha Zöckler (1897–1980) war Krankenpflegerin und Diakonissin in Stanislau und von 1946 bis 1967 Oberin des DIAKO Ev. Diakonie-Krankenhauses Bremen.[6][7]
- Elisabeth Zöckler
- Martin Zöckler, später Pfarrer
- Lena Zöckler
- Lotti Zöckler

## Zöcklersche Anstalten
Die Anstalten in Stanislau/Stanisławów wurden durch Theodor Zöckler seit 1896 erbaut. Sie umfassten ein Waisenhaus Bethlehem, eine Fabrik für landwirtschaftliche Produkte, eine Volksschule und ein Gymnasium, eine Ausbildungsstätte für Vikare Martineum mit Paulinum, Wohngebäude und weitere Gebäude, zuletzt 20 Häuser. Dazu gab es eine deutsche Kirche.
Im Sommer 1939 gerieten die Anstalten unter Druck der polnischen Behörden: „Die von D. Zöckler begründeten Stanislauer Anstalten sehen sich gezwungen, Zöglinge zu entlassen, da die polnischen Behörden den deutschen evangelischen Liebeswerken rückwirkend für sechs Jahre heute Steuern auferlegt haben.“
Im Herbst 1939 wurden die Anstalten nach der Besetzung der Stadt durch sowjetische Truppen durch einen Befehl von Marschall Woroschilow aufgelöst. Sie verfielen in den folgenden Jahren.
Heute wird die Fabrik wieder zur Herstellung landwirtschaftlicher Maschinen genutzt. Auch die Schulgebäude werden als Schule genutzt, in einem Teil ist ein Museum zur Geschichte der Schulen.
Nach dem Krieg wurde das
Diakonissenmutterhaus „Ariel“ Zöcklerische Anstalten in Göttingen-Weende gegründet, als Fortsetzung der Anstalten in Stanislau.

## Ehrungen
Zöckler und seine Tätigkeit werden in Iwano-Frankiwsk, dem damaligen Stanislau, noch immer hoch geschätzt. 2007 wurde eine Straße nach ihm benannt. Es gibt eine Gedenktafel für ihn an einer der Schulen.
Persönlich erfuhr er große Wertschätzung unter den Ukrainern, so wurde er von einigen „Kyr Theodor“ genannt.
Sein Grab auf dem Stader Horstfriedhof ist erhalten (2022).
1937/1938 erhielt er den Nicolaus Kopernicus-Preis für das „Deutschtum in Polen“ durch die Schlesische Friedrich-Wilhelms-Universität Breslau.

## Schriften
Als Verfasser
- Aus Jechiel Lichtensteins hebräischen Kommentar zum Neuen Testament. Leipzig 1895.
- Zeugenaufgabe der Diaspora. o. J.
- Innere Mission in der Diaspora. 1896.
- mit August Wiegand: Der Evangelische Hülfsbund für Innere Mission in der Diaspora d. h. unter den zerstreuten Glaubensbrüdern: Eine Übersicht über sein Werk und seine Aufgaben. Püschel, Plau 1908 (21912).
- Das Evangelische Kinderheim in Stanislau: Ein Rückblick und ein Hülferuf. Anstaltsleitung, Stanislau 1912.
- Das Deutschtum in Galizien. Heimat und Welt/ Duncker, Weimar 1915 (2. Auflage: Heimat- und Welt-Verlag, Dresden 1917).
- Die Liebe Christi als die treibende Kraft der inneren Mission. Evangelischer Zentralverein für Innere Mission in Österreich, Wien 1917.
- Christian Theophilus Lucky. In: Saat auf Hoffnung. 60. Leipzig 1917, S. 2–8.
- mit Wilfried Lempp: Helft, dass das Feuer nicht erlischt! Wimmer, Linz 1929.
- mit Wilfried Lempp: Dürfen wir so weitermachen?. Evangelische Anstalten, Stanislau 1933.
- Denkschrift betr. die evangelisch-ukrainische Bewegung in Kleinpolen (19. Juli 1933). In: Die evangelische Kirche in Österreich, Belgien, Polen, Elsass-Lothringen, Siebenbürgen, Spanien, Ungarn, Ukraine. Bd. II.
- Weihnachtsbitte der evangelischen Anstalten in Stanislawow, Polen. Evangelisches Kinderheim, Stanislau 1935.
- Die Erbschaft und andere Erzählungen. Luther-Verlag/ H. G. Wallman, Posen/ Leipzig 1936 (2. Auflage: Lutherverlag, Posen 1942).
- Der Mann ohne Taufschein: Er führet mich auf rechter Straße. Erzählung aus Galizien. Luther-Verlag/ H. G. Wallman, Posen/ Leipzig 1936.
- Was ein altes Buch vermag: Eine Erzählung aus Galizien. Luther-Verlag/ H. G. Wallman, Posen/ Leipzig 1936.
- 25 Jahre Diakonissenarbeit im polnischen Karpathenland: Sarepta. Rückblick und Ausblick. Evangelischer Hilfsbund für Innere Mission in der Diaspora; Gallneukirchen, Oberösterreich, Kirchnüchel, Ostholstein. Frau Blaßl, 1938.
- Die zerbrochene Brille (= Zum Feierabend. H. 19). Christliche Verlagsanstalt, Konstanz 1954, OCLC 73621028.

Als Herausgeber
- Evangelisches Gemeindeblatt in Stanislau. (1904–1939)
- Jahresberichte der evangelischen Anstalten in Stanislau.